# 市德顿街

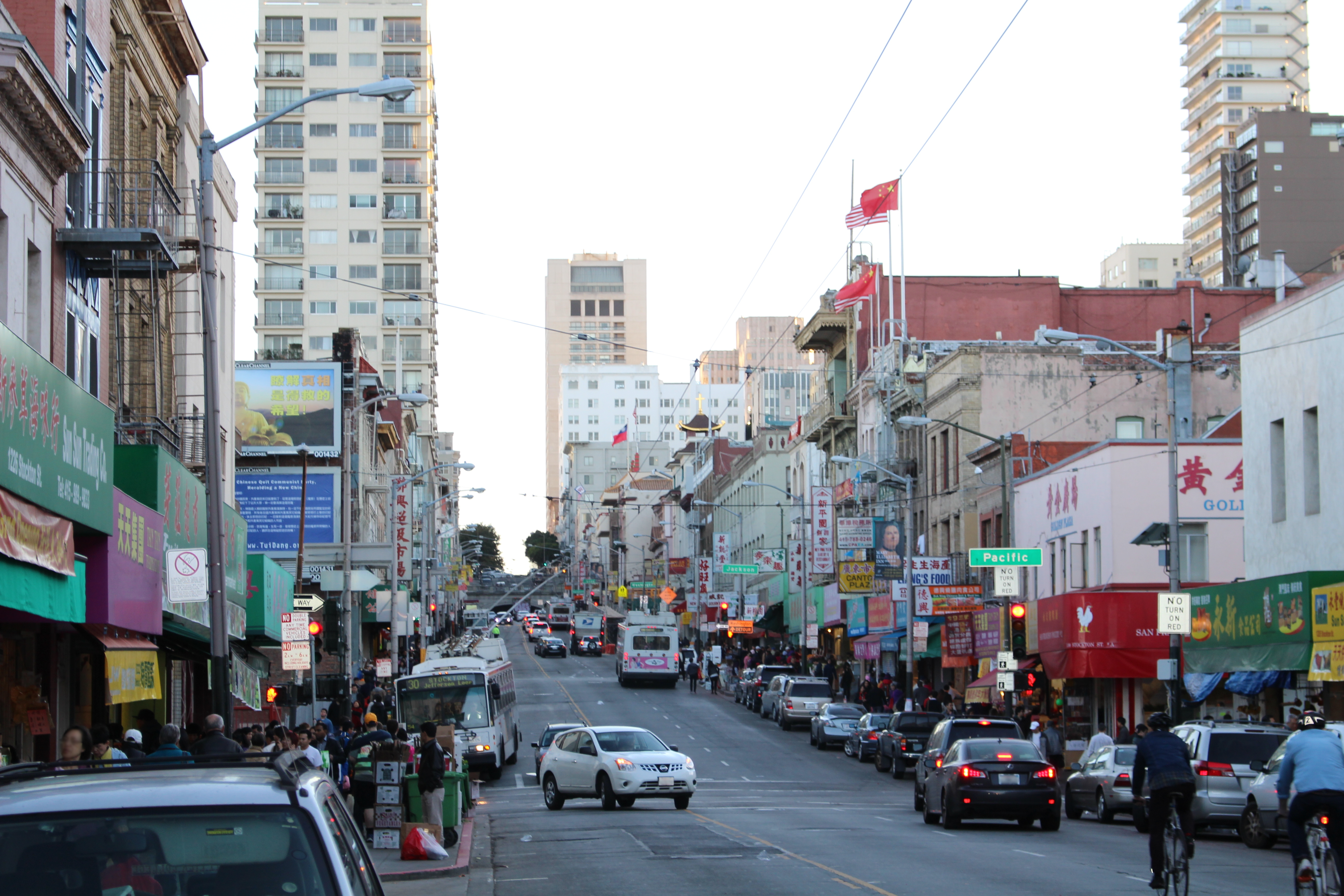
唐人街的市德顿街

市德顿街（Stockton Street）是美国旧金山的一条南北向街道，开始于市场街，经过该市主要购物区联合广场，然后通过地下约两个半街区的市德顿街隧道，经过唐人街和北滩（小意大利），结束于海滩街靠近39号码头购物中心和旅游景点。

## 唐人街
市德顿街是唐人街（特别是在华盛顿街和百老汇之间的三个街区）的主要购物和商业街，是当地人去买最新鲜和最便宜的货物和肉类的地方。商店还出售生鲜海鲜（主要在街道西侧）。位于市德顿街的商店包括合兴人参公司，九龙市场，连星鱼市场和水果城。 在一年一度的市德顿街集市， 自2012年以来允许商人在中国新年前的两周摆放户外展台。

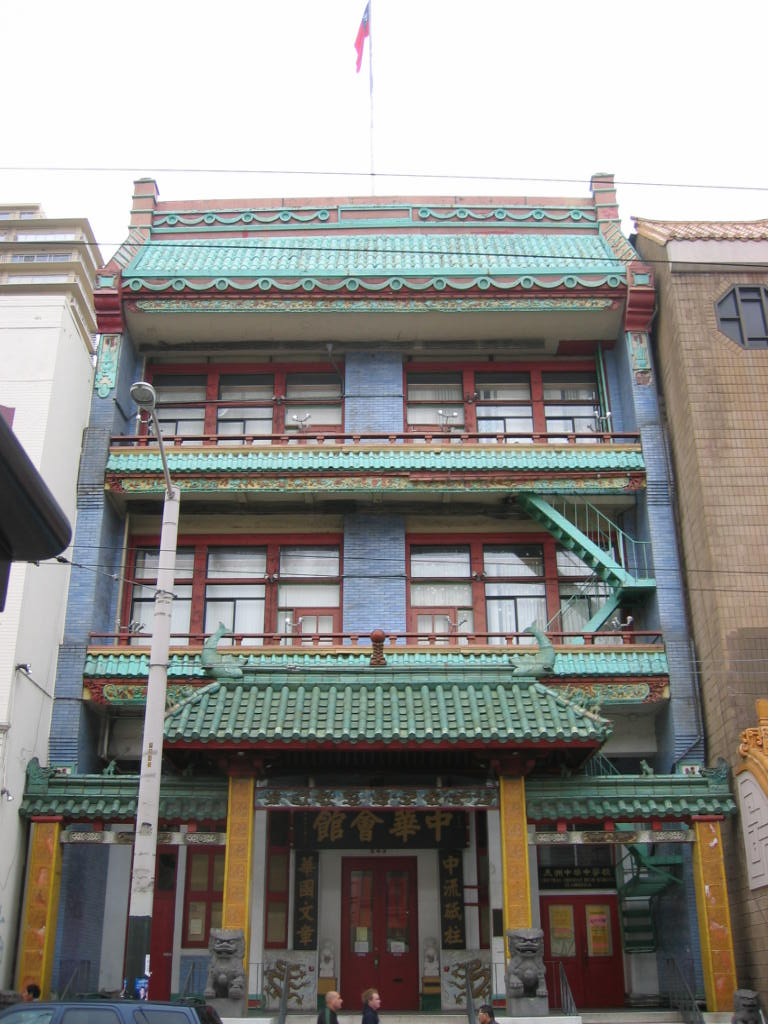
中华会馆

旧金山规划和城市研究协会描述唐人街的市德顿街是“一个真正城市化的例子，充满了强大的交通网络，多代家庭生活在紧密的空间，数以百计的夫妻店，以及繁华的街道生活"，“草根组织保护唐人街的负担能力，文化和城市形态的成功。” 在这一领域，市德顿街主要是三到四层楼高的混合用途建筑，底楼是商店，楼上是公寓住宅。 这里还有一些在华人移民社区的历史中发挥重要的政治作用的组织，特别是中华会馆、同源会以及国民党美国总部。
在1960年代中期移民法放宽之后，许多商店受较低的租金和方便的电车线路吸引，从附近的都板街搬到市德顿街).。旧金山纪事报把萨克拉门托和百老汇之间的一段市德顿街称为"旧金山最有趣的街道...令人着迷（但不美丽）。它拥挤，不洁，肮脏，通常还嘈杂。"
预计旧金山中央地铁的完工将使这条街的面貌带来重大变化。

## 联合广场
在联合广场区，市德顿街是众多高档商场的所在地，包括梅西西部百货公司旗舰店和尼曼百货公司。自2012年以来由于中央地铁建设工程，梅西百货旁的街区禁止车辆通行，有计划将其永久转换为步行区，但有影响力的唐人街社区组织者白兰强烈反对这个项目，威胁要组织数千辆车封锁市政厅。